# Juan Manuel Taveras Rodríguez
Juan Manuel Taveras Rodríguez (nació el 27 de septiembre de 1919 -  28 de marzo de 2002) fue un profesor, editor y médico dominicano.  
Nació en Moca, hijo de Ana y Marcos M. Taveras. Murió en Santo Domingo. Profesor Emérito de la Escuela de Medicina de Harvard y Radiólogo en Jefe Emérito del Massachusetts General Hospital. Se le considera como el padre de la Neuroradiología, habiendo escrito el primer texto sobre la materia, y fundado tanto a la American Society of Neuroradiology como a su revista científica, de la que fue su editor por varios años.

Sus innovaciones en el entrenamiento, la investigación, la administración de recursos radiológicos, y organizaciones profesionales tuvieron un impacto global en todo el espectro de las ciencias radiológicas y neurales. Además fue el motor principal que llevó a la formación del Hospital General de la Plaza de la Salud en Santo Domingo, y de su Centro de Diagnóstico, Medicina Avanzada, Laboratorio y Telemedicina (CEDIMAT), el cual tienen tecnología médica de punta para diagnóstico y tratamiento de enfermedades, y se ha convertido en unos de los centros de enseñanza médica más importantes de América Latina
.
Él se doctoró de médico tanto en la Universidad de Santo Domingo, en 1943, como en la Universidad de Pensilvania en 1949, e hizo residencia médica bajo la dirección del Dr. Arthur Finkelstein, en el Graduate Hospital de la Universidad de Pensilvania
.

## Galardones
- 8 de agosto de 1987: Doctor honoris causa por parte de la Facultad de Ciencias de la Salud de la Universidad Nacional Pedro Henríquez Ureña (UNPHU).